# Loupiac, Tarn
Loupiac är en kommun i departementet Tarn i regionen Occitanien i södra Frankrike. Kommunen ligger i kantonen Rabastens som tillhör arrondissementet Albi. År 2022 hade Loupiac 448 invånare.

## Befolkningsutveckling
Antalet invånare i kommunen Loupiac
| Referens: INSEE |